# Agelenopsis oregonensis
Agelenopsis oregonensis là một loài nhện trong họ Agelenidae.
Loài này thuộc chi Agelenopsis. Agelenopsis oregonensis được Ralph Vary Chamberlin & Wilton Ivie miêu tả năm 1935.